# Construction (Band)
Construction war eine Boygroup aus Deutschland, die zwischen 1991 und 1997 diverse Singles veröffentlichte. Mit What Is in Love und My Heart Is Always Open gelang 1996 der Einstieg in die deutsche Hitparade.

## Bandgeschichte
Initiiert wurde das Projekt Construction zu Beginn der 1990er Jahre von den Produzenten Peter Ries und Tillmann Uhrmacher. Die Gruppe bestand aus sieben Sängern, zu denen Helmut Wolff, Chris Djuritschek, Huso Bajric, Mikel Vigas, Klaus „KayCee“ Kunz, Christian „Wesley“ Westphal und Dean Kelmendi gehörten. Erst 1996, nach fünf Jahren Bandbestehen, gelang mit What Is in Love ein Charterfolg in Deutschland (Platz 38). Die Folgesingle My Heart Is Always Open erreichte immerhin noch einen unteren Rang in den Top 100 (Platz 95). 1997 wurde die Gruppe von Radio Schleswig-Holstein mit RSH-Gold ausgezeichnet. Weitere Erfolge blieben aus.
Im Jahr 2011 waren Helmut Wolff und Chris Djuritschek nach langer Pause wieder als Construction beim Nürnberger Plattenlabel Loud Space Records unter Vertrag. Es erschien die Single Get Funky, die weitgehend unbeachtet blieb.

## Diskografie
Singles
- 1991: Oh Girl (Polydor)
- 1992: Sex Is Like Fire (Polydor)
- 1993: Can You Feel It (Take Off Records)
- 1996: What Is in Love (Columbia Records)
- 1996: My Heart Is Always Open (Columbia Records)
- 1997: Call Me (Columbia Records)
- 2011: Get Funky (Loud Space Records)

## Auszeichnungen
- 1997: RSH-Gold[4]